# Dichocarpum
Dichocarpum es un género con 22 especies de plantas de flores perteneciente a la familia Ranunculaceae. Se distribuyen por Asia en China, India, Japón, Birmania y Nepal.
Es una planta herbácea perenne con rizoma. Poco ramificado y con pocas hojas o sin hojas. Las hojas son basales, simples y compuestas. Las flores son hermafroditas agrupadas en inflorescencias terminales. Tienen  3-5 sépalos blancos  con las anteras amarillas.

## Especies seleccionadas
- Dichocarpum adiantifolium
- Dichocarpum arisanense
- Dichocarpum acricalatum
- Dichocarpum basilare
- Dichocarpum carinatum